# Карсон Макалерс
Карсон Макалерс (енгл. Carson McCullers; Коламбус, 19. фебруар 1917 — Најак, 29. септембар 1967) била је америчка књижевница, позната по романима „Срце је усамљени ловац“ (1940), „Одсјаји у златном оку“ (1941), „Гост на венчању“ (1946) и збирци приповедака „Балада о тужном кафеу“ (1958). Поред романа и приповедака писала је поезију, драме и аутобиографију која је остала недовршена.
Иако њен књижевни опус није велики, Макалерс се сматра једном од најзначајнијих књижевних појава америчког југа. У својим делима истраживала је духовну изолацију и самоћу изопштених и одбачених, преиспитујући родне улоге, проблем идентитета и расну сегрегацију.

## Биографија

### Детињствоусмаљеног ловца
Карсон Макалерс је рођена као Лула Карсон Смит 19. фебруара 1917. у Коламбусу, држава Џорџија, као прво дете Ламара Смита, часовничара и јувелира, и Маргарите Вотерс. Имала је млађег брата Ламара млађег и сестру Маргариту. Смитови су били протестанти, потомци досељених француских хугенота, док је са мајчине стране била ирског порекла. Карсонин деда по мајчиној линији био је војник конфедерације и власник велике робовласничке плантаже, коју је изгубио након Америчког грађанског рата. Име је добила по баки. Коламбус, градић на југу у којем је одрасла, са својим врелим летима, благим зимама и пре свега са својом оштром расном и класном сегрегацијом постао је главна инспирација за атмосферу и место одигравања већег дела опуса будуће књижевнице.
Као прво дете у породици, Лула Карсон је одгајана са великом пажњом и очекивањима. Њена мајка, Маргарита, желела је да јој ћерка постане велика пијанисткиња. Још као малу смештала ју је поред клавира говорећи: Свирај мила. Зар не знаш да ћеш једног дана постати позната? Врло рано је показала музички таленат, почевши од своје пете године да свакодневно вежба на клавиру. Поред клавира, будућа књижевница је показивала велику страст према књигама. Када је била у предшколском узрасту на питање шта жели за Божић ускликнула је: Желим књиге, гомилу књига. У периоду ране адолесценције почела је да пише. Своје дечије страствене покушаје писања описала је речима: Мој први покушај писања била је драма. У том периоду узор ми је био Јуџин О’Нил, те је прво ремек-дело било препуно инцеста, лудила и убистава. Прва сцена се одигравала на гробљу, док је последња била поред одра. Покушала сам да је поставим у породичној дневној соби, али само су мајка и једанаестогодишња сестра биле вољне да учествују... Након тога нашкрабала сам још неколико драма, романа и неку поприлично настрану поезију коју нико, укључујући и мене, није могао да разуме.
Међутим, и поред породичне љубави Лула Карсон је била отуђено и усамљено дете, које је проводило време у самоћи. Још као мала доживела је унутрашњи конфликт који ју је пратито до краја живота; жудела је да припада групи, али је у исто време желела да остане издвојена. Током школовања Карсон се разликовала од својих вршњакиња мушкобањастим понашањем, ношењем немодерне одеће и не показујући интересовања типична за њене адолесцентске године. Наилазећи на неразумевање своје околине ученици су је неретко пресретали гађајући је камењем и називајући је чудакињом и наказом. Са четрнаест година се разболела од реуматске грознице. Пошто није била на време дијагностикована, ова болест биће почетак и најава тешких здравствених тегоба са којима се Карсон касније суочила. Убрзо је одбацила име Лула исистирајући да је сви зову средњим именом Карсон.

### Одлазак у Њујорк и венчање
Пошто је желела да постане концертна пијанисткиња родитељи су подржали идеју да студира клавир на престижној њујоршкој Школи Џулијард. Новац за високу школарину прикупили су тако што су продали дијамантски прстен њене баке. Међутим. њен сан о студирању убрзо је срушен. Наиме, Клер Сасер, Карсонина цимерка, убедила ју је да не треба да држи новац код себе, већ да га препусти њој, тврдећи да је одговорнија пошто је била неколико година старија. Поверивши јој свој новац, Клер Сасер је после неколико дана проведених у Њујорку успела да изгуби читав износ у подземној железници. Карсон је остала у Њујорку без цента. Пошто није желела да се врати кући, убрзо се запослила, да би скупивши нешто новца, почела ноћу да похађа курс креативног писања на Њујоршком и Коламбија универзитету. Тридестих година, у време Велике депресије, није било лако наћи посао. Ситуацију је додатно отежавало и то што није имала вештина, осим писања и свирања клавира. Радила је као конобарица, секретарица, пијанисткиња и шетачица паса. Остала је забележена анегдота да је отпуштена са једног посла када је шефица открила да испод трговачке књиге, коју је требало да води, држи и кришом чита роман „У Свановом крају“ Марсела Пруста.
Вративши се преко лета 1935. у Коламбус, Карсон је преко заједничког пријатеља упознала Ривса Макалерса. Ривс је био војно лице, родом из Џорџије, са тешким детињством иза себе. У средњој школи је био све оно што Карсон није била; популаран у школи, атлетски грађен, звезда школског америчког фудбала, омиљен код девојака и добар ђак. Убрзо су се заљубили једно у друго и почели да се забављају. Карсон, неискусна у љубавним везама, пронашла је у Ривсу сапутника са којим је могла да дели тог лета страст према уметности, али и књижевне амбиције. Непосредно пре свог двадесетог рођендана 1936. објавила је причу „Вундеркинд“ у децембарском броју часописа „Прича“ („Story“). Следеће године удаје се за Ривса узевши његово презиме. Пошто је Ривс напустио војну службу, преселили су се у градић Шарлот, Северна Каролина, где је почела да ради на свом првом роману, да би се затим преселили за Фејетвил. Шарлот и Фејетевил су била мала насеља која су их гушила и у којима нису могли да стекну пуно познаника, будући да је Карсон и овде била предмет оговарања и избегавања.

### Успех дебитанског романа и Фебруарска кућа
У првим годинама пар је живео срећно. Ривс је био пожртвован муж који је на себе преузео поред бриге за новчано издржавање и све кућне послове, не би ли се Карсон у потпуности посветила писању. План је био да Ривс једну годину све ради, док ће наредне године Карсон исто учинити за њега. Међутим, године су пролазиле, Карсон је писала (поред свог „Срце је усамљени ловац“, у овом периоду написала је неколико прича и прву верзију романа који ће касније постати „Одсјаји у златном оку“), а Ривс се вредно саможртвовао и гушио сопствену књижевну амбицију. У овом периоду обоје почињу да пију.
Скупивши нешто новца пар се 1940. вратио у Њујорк. Исте године изашло је њено дебитанско романескно остварење „Срце је усамљени ловац“. Написан у последњим годинама Велике депресије, роман је осликавао политичку самосвест 30-тих у виду реалистичког представљања капиталистичке и расистичке неправде, а у исто време је антиципирао једну од књижевних тенденција 40-тих у виду осликавања отуђења и духовне изолације. Роман се одлично продавао, а критика га је дочекала са великим ентузијазмом. Макалерс је преко ноћи са само 23. године постала књижевна сензација.
У Њујорку се брачна идила Макалерсових полако распадала. Карсон се убрзо по изласку романа заљубила у тридесетдвогодишњу швајцарску књижевницу Анмарију Шварценбах коју је упознала преко Клауса и Ерике Ман, док је Ривс све дубље тонуо у алкохолизам. Раставши се од мужа Карсон се преселила у такозвану Фебруарску кућу у Њујорку, легендарном домаћинству где су у виду комуне живели познати уметници, махом из Европе који су у САД избегли због Другог светског рата. Домаћинство је настало на предлог Џорџа Дејвиса, уредника часописа Харперс Базар, који је предложио да се изнајми кућа као место екперимента заједничког уметничког живота. Поред Карсон у фебруарској кући су стално или повремено живели песници Луис Мекнис, В. Х. Одн са својим партнером песником Честером Калманом, књижевници Кристофер Ашервуд и Ричард Рајт, брачни пар Пол и Џејн Боулс, глумица Џипси Роуз Ли, композитор Бенџамин Бритн са својим партнером тенором Питером Пирсом и дизајнер Оливер Смит. Кућу су редовно посећивали и други уметници, те је било уобичајно да се ту затекну Арон Копленд како свира клавир, Дени де Ружмон како разговара са Салвадором Далијем или Павел Челишчев како декорише зидове муралима. Име Фебруарска кућа дала је Анаис Нин приликом посете овом боемском гнезду, када је чула да су главни домаћини Макалерс, Одн и Дејвис рођени у хороскопском знаку риба.

### „Одсјаји у Златном оку“
Године 1941. изaзашли су Одсјаји у златном оку. Смештен у војној бази, роман доноси архетипске ликове чије неостварене духовне и физичке потребе доводе до самоуништења. За разлику од првог романа, ово дело је критика дочекала хладно, али је периодични излазак романа у часопису Харпер Базар привукао велику пажњу јавности услед приказа хомосексуалности. Поједини читаоци су позивали на бојкот часописа, док је сама ауторка добила претње од Ку клакс клана. Дело је посветила својој љубавници Анмарији Шварценбах. Веза са њом се убрзо угасила, након што је швајцарска књижевница обновила љубавни однос са баронесом Маргот фон Опел, женом немачког аутомобилског магната. Њихов однос ће се повремено обнављати све до Маријине смрти у саобраћајној несрећи.
Исте године након погоршања здрaвственог стања Макалерс је напустила Фебруарску кућу, и поново уселила са својим супругом Ривсом. Ускоро су упознали Дејвида Дајманда, младог композитора, који се заљубио у обоје. За разлику од односа Ривса и Дејвида који је био сексуалне природе, однос између Карсон и младог композитора је, иако дубоко емотиван, био без сексуалног контакта. Живећи у њујоршком једнособном стану на брачном кревету спавали су Ривс и Дејвид, док је поред у мањем кревету обично спавала Карсон. Овај љубавни троугао ће снажно утицати на њено даље писање. Своју приповетку „Балада о тужном кафеу“ посветила је Дајманду. Међутим, љубавни троугао није успео да спаси брак, пошто су се супружници све више удаљавали. Средином 1941. учествовала је у књижевној колонији Јадо у Саратоги Спрингсу, где се безуспешно удварала књижевници Кетрин Ен Портер, зближила са Њутоном Арвином и постала покровитељ младог Трумана Капотеа. Са Капотеом је првих недеља била веома блиска, али је услед егоцентричности оба писца избила жестока свађа која је довела до тога да су се до краја живота упорно игнорисали. За то време, у Њујорку Ривс се доселио код Дејвида желећи да започне озбиљну везу са њим. Дајмонд који је био растрзан великом љубављу према обоје, покушавао је Ривса да извуче из алкохолизма, жеље за самоубиством као и да га натера да пише, у исто време је тешио Карсон преко писама нудећи јој брак. Након што је Ривс уновчио неколико чекова без знања ауторке, Карсон је бесна затражила развод, који је добила 1942. Ривс се вратио у војску, а затим се упутио на европско ратиште Другог светског рата. Почетком следеће године умире јој отац за кога је била снажно везана.
У периоду од 1941. до 1945. вредно је радила на својој књижевној каријери. Прича „Дрво, камен и облак“ награђена је О’Хенри наградом за најбољу приповетку, док је угледна критичарка Марта Фоли приповетку „Балада о тужном кафеу“ наградила наградом за најбољу америчку приповетку. Охрабрена стипендијом Гугенхајм фондације и фондацијом Америчке академије уметности и књижевности радила је на свом следећем роману. Након што јој је умро отац 1943, мајка јој се доселила у Њујорк. Поново је почела да се дописује са бившим супругом, који је био рањен као војник у Европи. Убрзо након што се рат завршио и Ривс вратио у САД, њих двоје су се по други пут венчали 1945, а затим преселили у Париз где је Ривс био прекомандован.

### „Гост на венчању“
Њен трећи роман „Гост на венчању“ изашао је 1946. Критика је роман топло поздравила. Након прочитаног романа драмски писац Тенеси Вилијамс је пожелео да је упозна. Макaлерс је један краћи период провела код њега у гостима, где су обоје радили на својим делима. Вилијамс је писао драму „Лето и дим“, док је Карсон на Вилијамсов наговор писала драмску адаптацију „Госта на венчању“. Лета 1947. у Паризу доживела је мождани удар који ју је готово одузео вид на десном оку, да би јој нови мождани удар на јесен исте године, потпуно парализовао десну страну тела. Споро се опорављала. Здравствено стање је додатно погоршавала и чињеница да се Макалерс, заједно са својим супругом, опет окренула алкохолу.
На Бродвеју 5. јуна 1950. премијерно је изведена позоришна екранизација „Госта на венчању“ у којем су главне улоге биле поверене младој Џули Харис и Етел Вотерс. Представа је дочекана хвалоспевом и од стране публике и од стране књижевних критичара. Позоришни критичар Вилијам Хокинс је у својој рецензији сумирао суд већине: Никада пре нисам чуо за ово што се десило прошле ноћи на крају изведбе Госта на венчању када је стотина гледалац једногласно и са одушевљењем клицала у част Етел Вотерс и Џули Харис. Следеће године комад је награђен Доналдсоновом наградом и наградом удружења драмских критичара. „Гост на венчању“ игран је 501 пут. На основу позоришног текста снимљена је истоимена филмска адаптација 1952. у режији Фреда Зинемана, у којој су Харис и Вотерс поновиле своје улоге.
Овај период је био врхунац Макалерсине књижевне каријере и признања. Издавачка кућа Хјутон Мифлин објавила је њена три романа и седам приповедака у заједничком издању под називом „Балада о тужном кафеу“. Пишући приказ за британско издање В. С. Причет ју је назвао генијем и најизузетнијим америчким писцем генерације. Гор Видал ју је у свом есеју о савременим младим писцима назавао америчком легендом од почетка. Чак су и критичари попут Едмунда Вилсона и Дајане Трилинг, који су изражавали озбиљну резервисаност у погледу њеног талента, били вољни да недостатке оправдавају њеном младошћу и да јој предвиђају богату књижевну будућност. Ако би госпођа Макалерс могла да попут Достојевског, писао је Јозеф Френк, смести своје јунаке у ситуације где ће њихова гротескност добити симболичну вредност, Америчка књижевност би могла да стекне веома важног писца.

### Неуспех за неуспехом
Од прага педесетих до 1964, када је Карсон Макалерс умрла, њен живот је био низ приватних и књижевних неуспеха, тако да се успех, који су јој сви прогнозирали крајем четрдесетих, никада није остварио. Макалерс и њен супруг 1951. купили су кућу у Башивијеу, поред Париза, где су са прекидима живели наредне две године. Њихова брачна заједница је полако постајала кошмар. Ривс је наставио да пије и да конзумира дроге, а постао је и манично насилан. После једне од многобројних свађа Макалерс је, по ко зна који пут, привремено напустила Ривса, да би је, вративши се у Најак, сустигла вест да је Ривс извршио самоубиство (1953). Смрт супруга, а затим и смрти омиљене тетке и мајке (1955), додатно су погоршали здравствену ситуацију и успорили рад на новом роману. Покушавши да се помири са смрћу вољених особа написала је драму „Квадратни корен чудесног“, која је премијерно изведена на Бродвеју 30. октобра. 1957. Позоришни критичари су је сасекли врло лошим рецензијама и одиграна је само 45 пута. У периоду од 1958. до 1964. имала је срчани удар, низ парализа изазваних можданим ударима, запаљене плућа, рак дојке и прелом костију услед пада. Упркос лошем здрављу путовала је, радила на својим делима, водила богат друштвени живот. Заједно са Артуром Милером и његовом тадашњом супругом глумицом Мерилин Монро угостила је енглеску песникињу Идит Ситвел и данску књижевницу Карен Бликсен, чијим се романима неизмерно дивила. Њен четврти и последњи роман „Сат без казаљки“ изашао је 1961. Књижевни прикази су били махом негативни. Фланари о Конор је у једном писму коментаришући овај роман написала да је у питању најгори роман који је прочитала. Упркос неуспешној драми и неуспешноим роману, њена прва четири дела су се одлично продавала, и то до пола милиона примерака, што је било пропраћено и многобројним преводима на стране језике.
Амерички књижевник Едвард Олби адаптирао је „Баладу о тужном кафеу“ у успешну бродвејску представу 1963, а редитељ Џон Хјустон се заинтересовао да филмску сними адаптацију „Одсјаја у златном оку“. У августу 1967 доживела је још један мождани удар услед којег је пала у кому. Умрла је 22. септембра 1967, у педесетој години живота.

## Дела

### Романи
- „Срце је усамљени ловац“ („Heart is a lonely hunter“, 1940)
- „Одсјаји у златном оку“ („Reflections in a Golden Eye“, 1941)
- „Гост на венчању“ („The Member of the Wedding“, 1946)
- „Сат без казаљки“ („Clock Without Hands “, 1961)